# 1816 w muzyce
Wydarzenia muzyczne w 1816 roku.

## Wydarzenia
- 12 stycznia – w neapolitańskim Teatro San Carlo miała miejsce premiera kantaty „Giunone” Gioacchina Rossiniego[1][2]
- 28 stycznia – w Wiedniu odbyła się premiera „Septet for Piano, Winds and Strings, op.74” Johanna Nepomuka Hummla[1][2]
- 13 lutego – Teatro San Carlo w Neapolu jest zniszczony przez pożar. Koszt przebudowy będą wypłacane w całości przez zamożnego Domenico Barbaja[1][2]
- 20 lutego – w rzymskim Teatro Argentina miała miejsce premiera opery Cyrulik sewilski Gioacchina Rossiniego[1][2]
- 5 marca – w paryskim Théâtre Feydeau miała miejsce premiera opery La fête du village voisin François-Adriena Boieldieu[1][2]
- 18 marca – w Weronie odbyła się premiera kantaty „Gli amori di Teolinda” Giacoma Meyerbeera[1][2]
- 9 kwietnia – Johann Nepomuk Hummel daje solowy występ w Pradze. Jest to jego pierwszy praski koncert od 20 lat[1][2]
- 24 kwietnia – w neapolitańskim Teatro del Fondo miała miejsce premiera kantaty „Le nozze di Teti, e di Peleo” Gioacchina Rossiniego[1][2]
- 29 kwietnia – w Londynie odbyła się premiera kantaty „Inno alla primavera” L. Cherubiniego[1][2]
- 13 czerwca – w Wiedniu odbyła się premiera pieśni „Amalia” D.195 Franza Schuberta[1][2]
- 16 czerwca – w Wiedniu odbyła się premiera „Beitrag zur fünfzigjährigen Jubelfeier des Herrn von Salieri” D.441 Franza Schuberta[1][2]
- 18 czerwca – w paryskim Théâtre Feydeau miała miejsce premiera opery Charles de France, ou Amour et gloire François-Adriena Boieldieu oraz Ferdinanda Hérolda[1][2]
- 21 czerwca – w Operze paryskiej miała miejsce premiera opery Les dieux rivaux, ou Les fêtes de Cythère G. Spontiniego[1][2], R. Kreutzera, L. de Persuisa oraz H. Bertona
- 24 lipca – w Wiedniu odbyła się premiera kantaty „Prometheus” D.451 Franza Schuberta[1][2]
- 26 września – w neapolitańskim Teatro dei Fiorentini miała miejsce premiera opery La gazzetta Gioacchina Rossiniego[1][2]
- 27 września – w mediolańskiej La Scali miała miejsce premiera „Koncertu Nr 8 a-moll, op. 47” Louisa Spohra[1][2]
- 30 września – Carl Maria von Weber prowadzi swój ostatni spektakl operowy w Pradze[1][2]
- 3 października – w Genui odbyła się premiera „Perchè muni tiranki” Giacoma Meyerbeera[1][2]
- 10 listopada – w Berlinie odbyła się premiera „Sonaty fortepianowej J.199” Carla von Webera zagrana w prywatnym domu przez kompozytora[1][2]
- 16 listopada – w paryskim Théâtre Feydeau miała miejsce premiera opery La journée aux aventures Étienne Méhula[1][2]
- 4 grudnia – w neapolitańskim Teatro del Fondo miała miejsce premiera opery Otello Gioacchina Rossiniego[1][2]

## Urodzili się
- 16 lutego – Gaetano Fraschini, włoski śpiewak operowy (tenor) (zm. 1887)
- 21 lutego – Józef Michał Poniatowski, polski kompozytor, śpiewak (tenor) i dyplomata (zm. 1873)
- 26 lutego – Franz Krenn, austriacki kompozytor, organista i pedagog (zm. 1897)
- 19 marca – Johannes Verhulst, holenderski kompozytor i dyrygent (zm. 1891)
- 11 kwietnia – Theodore Eisfeld, niemiecki dyrygent, skrzypek i kompozytor (zm. 1882)
- 13 kwietnia – William Sterndale Bennett, angielski kompozytor, dyrygent i pianista (zm. 1875)
- 18 lipca – Antoine François Marmontel, francuski pianista i pedagog (zm. 1898)
- 17 sierpnia – Benjamin Bilse, niemiecki dyrygent i kompozytor (zm. 1902)
- 4 września – François Bazin, francuski kompozytor operowy (zm. 1878)
- 15 września – Edward Wolff, polski pianista i kompozytor (zm. 1880)

Data dzienna nieznana
- Adam Tarnowski, polski kompozytor muzyki poważnej (zm. 1890)

## Zmarli
- 25 maja – Samuel Webbe, angielski kompozytor (ur. 1740)
- 5 czerwca – Giovanni Paisiello, włoski kompozytor epoki klasycyzmu (ur. 1740)
- 31 lipca – Josef Fiala, czeski kompozytor, oboista, wirtuoz violi da gamba, wiolonczelista i pedagog (ur. 1748)

## Muzyka poważna
- 17 sierpnia – w wiedeńskim „Wiener Zeitung” opublikowano „Septet for Piano, Winds and Strings”, op.74 Johanna Nepomuka Hummla[1][2]